# Наріжний Сергій Станіславович
Сергі́й Станісла́вович Нарі́жний (1974—2023) — український військовослужбовець, солдат, учасник російсько-української війни, Герой України (2024, посмертно).

## З життєпису
Народився 1974 року в місті Селидове. Жив у селі Велика Круча Полтавської області; після закінчення школи здобув фах механіка — у Березоворудському фаховому коледжі Полтавського державного аграрного університету. Пройшов строкову військову службу. Одружився, подружжя виховувало доньку. У 2014 році призваний до лав ЗСУ за мобілізацією; згодом повернувся до цивільного життя.
У перші дні повномасштабного вторгнення знову приєднався до лав ЗСУ. Загинув 21 січня 2023 року в бою біля селища Красна Гора Бахмутського району — під час штурмових дій окупантів зазнав смертельного мінно-вибухового поранення.
Похований у селі Велика Круча на Полтавщині.
Без Сергія лишилися батько Сергій Станіславович, дружина Лариса, донька Руслана, онук Марк.

## Нагороди і вшанування
- Звання Герой України з удостоєнням ордена «Золота Зірка» (23 серпня 2024, посмертно) — за особисту мужність і героїзм, виявлені у захисті державного суверенітету та територіальної цілісності України, самовіддане служіння Українському народові[1].
- Почесний громадянин Пирятинської міської територіальної громади (посмертно).